# Andrej Čok (agronom)
Andej Čok, slovenski agronom in strokovni pisec, * 5. september 1898, Lonjer pri Trstu, † 6. november 1995, Trst.

## Življenje in delo
Obiskoval je nemško gimnazijo v Trstu (7 let) in opravil enoletni slovenski srednješolski tečaj, zbolel na pljučih in februarja 1921 maruriral na idrijski gimnaziji. Vmes je med 1. svetovno vojno služil v sprejemni pisarni bolnišnice v vojaškem taborišču v Lebringu (Štajerska). Julija 1925 je diplomiral na Visoki kmetijski šoli v Brnu in bil od avgusta istega leta do junija 1926 v službi pri Tržaški kmetijski družbi, nato do maja 1945 pri Federazione agria giuliana, kjer mu je bilo poverjeno vodstvo oddelka trgovine s semeni, kmetijskim orodjem in stroji. Od maja 1945 do februarja 1947 je bil referent za kmetijstvo in zadružništvo pri Pokrajinskem narodnoosvobodilnem odboru v Trstu, nato je bil do novembra 1949 ravnatelj Kmetijske nabavne in prodajne zadruge v Trstu.
Od sredine leta 1925, do upokojitve, je objavljal strokovne članke v Gospodarskem vestniku in Edinosti ter drugih listih. Prva leta pri Federazione agria giuliana, ki je imela svoje urade skupaj z Delavskimi zadrugami je bil korektor mesečnika Zadrugar. Napisal je več člankov in strokovnih predavanj ter prevodov iz italijanščine za slovenske oddaje radia Trst A, ter razne spise o položaju in potrebah slovenskih kmetovalcev na Primorskem. Pomemben pa je tudi njegov zgodovinsko-gospodarsko-kulturni spis Lonjer skozi stoletja.